# Sjalom aleechem
Sjalom aleechem of sjolem aleichem (ook: shalom aleichem of sjoloum aleichem) (Hebreeuws שלום עליכם IPA: /ʃaˈlom aleˈχɛm/; Jiddisch שלום־עליכם IPA: /ˈʃɔləm ɑˈlei̯χəm/) is een groet in het Hebreeuws die betekent vrede zij met u (sjalom is vrede). Het gebruikelijke antwoord hierop is aleechem sjalom (met u zij vrede).
Dit is de gebruikelijke vorm van groeten in het Midden-Oosten. De Arabische versie is "assalāmoe `alaykum" (السلام عليكم).

## Vrijdagavond Sjabbat welkomstlied
Sjalom Aleechem is ook een traditioneel lied dat vrijdagavond bij het begin van de sjabbat wordt gezongen als men uit sjoel komt, vóór het reciteren van de kidoesj. Volgens een oude overlevering uit de Talmoed (traktaat Sjabbat 119b) begroet men met dit lied de engelen, die de sjabbat van het begin tot het eind begeleiden. De engelen worden welkom geheten, men vraagt hun zegen en begroet hen bij aankomst en vertrek.
De transliteratie van het Hebreeuwse lied is als volgt:
Sjalom aleechem malachee ha-sjareet malachee eljon,

mi-melech malchee ha-melachiem Ha-Kadosh Baroech Hoe.

Bo'achem le-sjalom malachee ha-sjalom malachee eljon,

mi-melech malchee ha-melachiem Ha-Kadosh Baroech Hoe.

Barchoenie le-sjalom malachee ha-sjalom malachee eljon,

mi-melech malchee ha-melachiem Ha-Kadosh Baroech Hoe.

Tzeet'chem le-sjalom malachee ha-sjalom malachee eljon,

mi-melech malchee ha-melachiem Ha-Kadosh Baroech Hoe.
Het lied wordt vervolgens afgesloten met twee toepasselijke psalmverzen:
- Want voor u geeft Hij Zijn engelen opdracht u op al uw wegen te bewaken (Ps. 91,11)
- Moge de Eeuwige waken over uw vertrek en aankomst, van nu tot de eeuwigheid (Ps. 121,8)